# Gymnoscelis esakii
Gymnoscelis esakii är en fjärilsart som beskrevs av Inoue 1955. Gymnoscelis esakii ingår i släktet Gymnoscelis och familjen mätare. Inga underarter finns listade i Catalogue of Life.